# 华虫实
华虫实（学名：Corispermum stauntonii）是苋科虫实属的植物，为中国的特有植物。分布于中国大陆的内蒙古、黑龙江、河北、辽宁等地，生长于海拔3,600米至4,000米的地区，多生长在沙地或固定沙丘，目前尚未由人工引种栽培。